# Эхсар-фьорд
Эхсар-фьорд (исл. Öxarfjörður, исландское произношение: [ˈœksarˌfjœrðʏr̥] (слушать)о файле) — широкий фьорд на северо-востоке Исландии, расположенный между мысами Тьёрнес и Мельраккасльетта. Площадь поверхности — 570 км².

## География
Эхсар-фьорд окружен горными хребтами с запада и востока, на юге расположены лавовые поля Гьяустикки и область, где намывается песок ледниковой рекой Йёкюльсау-ау-Фьёдлюм. Единственная деревня в данной местности — Коупаскер, где проживает около 130 человек.
Срединно-Атлантический хребет пересекает западную часть фьорда, затем уходит глубже под воду. В более ранние геологические эпохи Эхсар-фьорд глубже вдавался в побережье, но река Йёкюльсау намыла пески с возвышенностей в виде треугольной области площадью 300 км², называемой зандром. Дельта Йёкюльсау прорезает зандр до сих пор, поскольку река постоянно меняет русло. На территории зандра находятся два крупных озера, Викингаватн и Скьяульфтаватн; последнее сформировалось в результате землетрясения 1976 г, при котором было разрушено несколько домов в данной местности.

## Экономика
Основой экономики области является овцеводство. В период с июня по сентябрь овец и ягнят выпускают свободно пастись на холмах. В определённые дни осенью фермеры уводят овец в специальный большой загон, а затем владельцы забирают своих овец, распознавая их по меткам на ушах. Рыболовство и туризм также играют важную роль в экономике региона. Рыболовные суда отправляются из гавани в Коупаскере; здесь же расположены две фабрики по переработке рыбы: лосося, палтуса и форели. Обогрев домов осуществляется при помощи геотермальной энергии, которую получают из горячих источников зандра.

## Туризм
Неподалёку на западном берегу реки Йёкюльсау-ау-Фьёдлюм расположен национальный парк Йёкюльсаургльювюр, простирающийся на 30 км к северу от водопада Деттифосс и занимающий территорию в 120 км². Деттифосс является одним из мощнейших водопадов Европы со среднегодовым расходом воды 193 м³/с. Выше по течению находится Хльодаклеттар, ряд кратеров с базальтовыми колоннами. В северной части национального парка находится Аусбирги, каньон, по форме напоминающий подкову.
Существует автобусное сообщение с городом Акюрейри, единственным городом с населением более 10000 человек в северной Исландии.